# Capaneo
Capaneo (in greco antico: Καπανεύς?, Kapanéus) è un eroe della mitologia greca, figlio di Ipponoo e di Laodice (o di Criseide) e nipote di Megapente.

## Il mito
Secondo la tradizione greca, ripresa da Euripide, Eschilo e, laconicamente, da Sofocle, fu tra i sette re che parteciparono all'assedio di Tebe per ridare il potere a Polinice durante la guerra de I sette contro Tebe. Viene descritto, oltre che come persona possente, dotata di grande forza, come un superbo. La vicenda di Tebe lo vede primo nello scalare le mura della città e, dopo avere sfidato apertamente gli dei a contrastarlo, fulminato da Zeus.
Allorché Teseo obbligò i Tebani a fare dei magnifici funerali agli Argivi ch'erano morti all'assedio di questa città, non volle far bruciare il corpo di Capaneo insieme agli altri perché era stato colpito dal fulmine di Zeus e perciò considerato come un empio. Per cui gli fece fare un rogo separato. La sua sposa, Evadne figlia di Tebea e del dio della guerra Ares, che lo amava teneramente, si ornò dei suoi più begli abiti e si gettò sul suo rogo per così mescolare le sue ceneri con quelle di lui. Aveva un figlio di nome Stenelo, che visse e si distinse fra gli Egiziani.
Nella tragedia di Euripide Le Supplici, si fa cenno alla sua modestia e sobrietà di vita, pur dotato di molte ricchezze («Molto ricco egli fu; ma non mai gonfio / di sue ricchezze, né superbo più / d'un poverello», «Il ben, soleva dire ei, non consiste / nell'impinzare l'epa; e il poco basta»).
Nella Tebaide di Stazio, il poeta latino lo descrive nell'atto di sfidare Bacco ed Ercole, protettore dei tebani, e di esortare Zeus ad accorrere con tutte le sue forze, anziché limitarsi a spaventare le fanciulle con i suoi tuoni...'guadagnandosi' così il fulmine del dio. Stazio attribuisce a lui anche frasi come: «il coraggio è il mio dio...», «La paura primamente creò nel mondo gli dei».

## NellaDivina commedia
Considerato prototipo di uomo che ha troppa fiducia in sé, venne da Dante, nella Divina Commedia, posto nell'Inferno fra i bestemmiatori, violenti contro Dio nella parola.
Così come in vita fu superbo e non credette nessuno superiore a sé, così nel girone dei bestemmiatori del quattordicesimo canto dell'inferno Dantesco finge disprezzo e indifferenza nei confronti della punizione divina, facendosi beffa delle fiamme, che come pioggia si abbattono sulle "ombre", le anime dei peccatori. Notando i due poeti, rivolge loro parole di sfida verso la giustizia divina, Virgilio lo rimprovera con toni forti, indicandogli la sua stessa testardaggine e rabbia come punizione ancora più grande, in quanto non si può essere vincitori nella città di Dite.

## Influenza culturale
A Capaneo è intitolata la Capaneus Mensa su Io.
"Capaneo" è il titolo del primo racconto della raccolta Lilit e altri racconti, di Primo Levi.